# Harry Porter
Harry Franklin Porter (Bridgeport, Connecticut, 31 de juny de 1882 - Hartford, Connecticut, 27 de juny de 1965) va ser un atleta estatunidenc, especialista en salt d'alçada que va competir durant els primers anys del segle xx.
El 1908 va prendre part en els Jocs Olímpics de Londres, on guanyà la medalla d'or en el salt d'alçada amb un millor salt d'1m 90cm.
El 1909 aconseguí un millor salt d'1m 93cm, millor marca mundial de l'any.